# Семенцов Всеволод Сергійович
Всеволод Сергійович Семенцов (2 липня 1941, с. Рудня-Грабівка, Житомирська область, УРСР, СРСР — 12 січня 1986, Москва, СРСР) — радянський сходознавець, індолог, санскритолог, дослідник староіндійської літератури, релігій, філософії, середньовічного індуїзму, перекладач і тлумач «Бхагавад-гіти». Він також зробив частковий переклад «Бхагавадгіта-бхашьї» — коментаря вайшнавського ачар'ї Рамануджі (XII століття) на «Бхагавад-гіту».
У коло наукових інтересів В.Семенцова також входили ведійська поезія та діалог релігій. Він помітно вплинув на формування цілого покоління радянських індологів.

## Біографія
Народився в сім'ї інженера Сергія Павловича Семенцова та геолога Варвари Іванівни Семенцовой (Орлової).
У 1959 році вступив на фізичний факультет МДУ імені М. В. Ломоносова, але вчився менше року.
У 1963 році закінчив фортепіанне відділення Державного музичного училища імені Гнесіних.
У жовтні 1967 — квітні 1968 років проходив переддипломну практику в Індії, в Бенаресському санскритському університеті, де познайомився з пандитами.
У 1968 році з відзнакою закінчив Інститут східних мов при МДУ імені М. В. Ломоносова та отримав диплом фахівця з мови та літератури гінді.
У 1968—1983 роках працював науковим співробітником Відділу Індії Інституту сходознавства АН СРСР.
У грудні 1972 року захистив дисертацію на здобуття наукового ступеня кандидата філологічних наук за темою «Ритмічна структура поетичного тексту на прикладі аналізу „Бхагавад-гіти“».
У 1983—1986 роках В.Семенцов — старший науковий співробітник сектору актуальних проблем сучасної філософії країн Азії і Африки Інституту філософії АН СРСР.
Володів багатьма мовами — санскрит, гінді, англійська, німецька та французька. Також він вивчав китайську, арамейську мови та іврит. Так для читання творів Конфуція «Чжуан Цзи» і «І-Цзин» він вивчив вен'янь, а для читання Єфрема Сиріна — сирійську мову.
За віросповіданням був православним християнином. Вплинув на світогляд А. Б. Зубова.
Похований у Москві на Вірменському кладовищі.

## Оцінки
М. Т. Степанянц: 
Можу з упевненістю сказати: той факт, що серед співробітників Інституту філософії була така людина, як Всеволод Сергійович Семенцов, яка підняла авторитет нашої філософської індології в очах індійських учених.

## Цікаві факти
М. Т. Степанянц зазначає, що під час офіційного візиту президента Індійського філософського конгресу Кота Сатчидананди Мурти і професора Чандигархського університету Бхувана Шанделя В.Семенцов, що супроводжував їх у поїздці по Грузії, справив настільки сильне враження на гостей своїми знаннями індійської культури та індійської філософії, що вони його стали називати «людина Бхагаватгіти» (англ. Bhagavadgita Man).

## Наукові праці

### Дисертація
- Ритмическая структура поэтического текста на примере анализа Бхагавадгиты. Автореф. дисс. … канд. филол. наук. М.: ИВ РАН, 1972.

### Монографії
- Семенцов B. C. Бхагавадгита и Дхаммапада. М., 1968
- Семенцов B. C. Проблемы интерпретации брахманической прозы (ритуальный символизм). М.: Наука (ГРВЛ), 1981. 184 стр. 4300 экз.
- Семенцов B. C. Бхагавадгита в традиции и в современной научной критике. М., 1985.

### Статті
- Семенцов B. C. К постановке вопроса о возрасте «Бхагавадгиты» // Классическая литература Востока. Сборник статей. М., 1972. С. 86-104
- Семенцов B. C. Молния в упанишадах// Санскрит и древнеиндийская культура (Сборник статей и сообщений советских ученых к IV Всемирной конференции по санскриту Веймар, 23-30 мая 1979 г.) П. М, 1979. С. 127—137
- Семенцов B. C. Проблема трансляции культуры на примере судьбы Бхагавад-гиты // Художественные традиции литератур Востока и современность: ранние формы традиционализма. Отв. ред. В. И. Брагинский, Е. П. Челышев. М, 1985. С. 38-72.
- Семенцов B. C. Методологические проблемы изучения древнейшего периода ин-дийской мысли (на материале Упанишад) // Методологические и мировоззренческие проблемы истории философии стран Востока. Материалы к Всесоюзной конференции «Методологические и мировоззренческие проблемы истории философии». Ч. 1. М.,1986, с. 3-6.

### Переклади
- Бхагавадгита / Пер. с санскрита, исслед. и прим. В. С. Семенцова. М., 1999.
- «Гитабхашья» Рамануджи (гл. 1—2) / Пер. В. С. Семенцова // Всеволод Сергеевич Семенцов и российская индология. М., 2008.